# Komisariat Straży Granicznej „Chojnice”
Komisariat Straży Granicznej „Chojnice” – jednostka organizacyjna Straży Granicznej pełniąca służbę ochronną na granicy polsko-niemieckiej w latach 1928–1939.

## Formowanie i zmiany organizacyjne
W drugiej połowie 1927 przystąpiono do gruntownej reorganizacji Straży Celnej. W praktyce skutkowało to rozwiązaniem tej formacji granicznej.
Rozporządzeniem Prezydenta Rzeczypospolitej Polskiej Ignacego Mościckiego z 22 marca 1928 roku, do ochrony północnej, zachodniej i południowej granicy państwa, a w szczególności do ich ochrony celnej, powoływano z dniem 2 kwietnia 1928 roku  Straż Graniczną.
Rozkazem nr 2 z 19 kwietnia 1928 roku w sprawie organizacji Pomorskiego Inspektoratu Okręgowego dowódca Straży Granicznej gen. bryg. Stefan Pasławski przydzielił komisariat „Chojnice” do Inspektoratu Granicznego nr 7 „Chojnice” i określił jego strukturę organizacyjną. 
Rozkazem nr 4 z 27 maja 1929 roku w sprawie etatu budżetowego Straży Granicznej komendant Straży Granicznej płk Jan Jur-Gorzechowski zmienił nazwę placówki „Heinrischdorf” na „Charzykowo” i placówki „Stenderów” na „Władysławek”.
Rozkazem nr 12 z 10 stycznia 1930 roku  w sprawie reorganizacji Pomorskiego Inspektoratu Okręgowego dowódca Straży Granicznej płk Jan Jur-Gorzechowski ustalił nową organizację komisariatu.  
Rozkazem nr 3/31 zastępcy komendanta Straży Granicznej płk Emila Czaplińskiego z 5 sierpnia 1931 roku zniesiono placówkę II linii Ogorzeliny z komisariatu Kamień, a w miejsce jej utworzono posterunek SG podlegający placówce II linii „Chojnice”.
Rozkazem nr 1 z 31 marca 1937 roku w sprawach [...] likwidacji i tworzenia placówek, dowódca Straży Granicznej płk Jan Gorzechowski zniósł placówkę I linii „Władysławek” i „Szenfeld”, a utworzył placówkę „Chojnice”.
Rozkazem nr 12 z 14 lipca 1939 roku w sprawie reorganizacji placówek II linii i posterunków wywiadowczych oraz obsady personalnej, komendant Straży Granicznej gen. bryg. Walerian Czuma zniósł posterunek SG „Czersk”.
We wrześniu 1939 pluton wzmocnienia Komisariatu wszedł w podporzadkowanie dowódcy Zgrupowania „Chojnice” płk. dypl. Tadeusza Majewskiego (dowódca Pomorskiej Brygady Kawalerii) i walczył na przedpolu jego ugrupowania obronnego w bitwie o Pomorze.

## Służba graniczna
Kierownik Pomorskiego Inspektoratu Okręgowego Straży Granicznej mjr Józef Zończyk w rozkazie organizacyjnym nr 2 z 8 czerwca 1928 roku udokładnił linie rozgraniczenia komisariatu. Granica północna: kamień graniczny nr D 047; granica południowa: kamień graniczny nr D 143.
Sąsiednie komisariaty
- komisariat Straży Granicznej „Zielona Chocina” ⇔ komisariat Straży Granicznej „Kamień Pomorski” − 1928

## Funkcjonariusze komisariatu
| Kierownicy/komendanci komisariatu | Kierownicy/komendanci komisariatu | Kierownicy/komendanci komisariatu |
| stopień                           | imię i nazwisko                   | okres pełnienia służby            |
| --------------------------------- | --------------------------------- | --------------------------------- |
| komisarz                          | Czesław Jarecki                   | 8 V 1938 -                        |
| Zastępcy komendanta komisariatu   |                                   |                                   |
| starszy strażnik                  | Franciszek Gorczyca               | 1 V 1939 –                        |

## Struktura organizacyjna
Organizacja komisariatu w kwietniu 1928:
- komenda − Chojnice
- placówka Straży Granicznej I linii „Heinrichsdorf”
- placówka Straży Granicznej I linii „Stenderów”
- placówka Straży Granicznej I linii „Szenfeld”
- placówka Straży Granicznej I linii „Moszczenica”
- placówka Straży Granicznej II linii „Chojnice”

Organizacja komisariatu w styczniu 1930:
- komenda − Chojnice
- placówka Straży Granicznej I linii „Charzykowo”
- placówka Straży Granicznej I linii „Władysławek”
- placówka Straży Granicznej I linii „Nieżychowice”
- placówka Straży Granicznej I linii „Moszczenica”
- placówka Straży Granicznej II linii „Chojnice”

Organizacja komisariatu w 1933
- placówka Straży Granicznej I linii Charzykowo
- placówka Straży Granicznej I linii Władysławek
- placówka Straży Granicznej I linii Szenfeld
- placówka Straży Granicznej II linii Chojnice

Organizacja komisariatu w 1936
- placówka Straży Granicznej I linii Charzykowo
- placówka Straży Granicznej I linii Władysławek
- placówka Straży Granicznej I linii Szenfeld
- placówka Straży Granicznej I linii Moszczenica
- placówka Straży Granicznej II linii Chojnice
- posterunek SG Czersk

Organizacja komisariatu w 1937
- placówka Straży Granicznej I linii Charzykowo
- placówka Straży Granicznej I linii Władysławek
- placówka Straży Granicznej I linii Szenfeld
- placówka Straży Granicznej I linii Moszczenica
- placówka Straży Granicznej II linii Chojnice
- posterunek SG Czersk